# M+

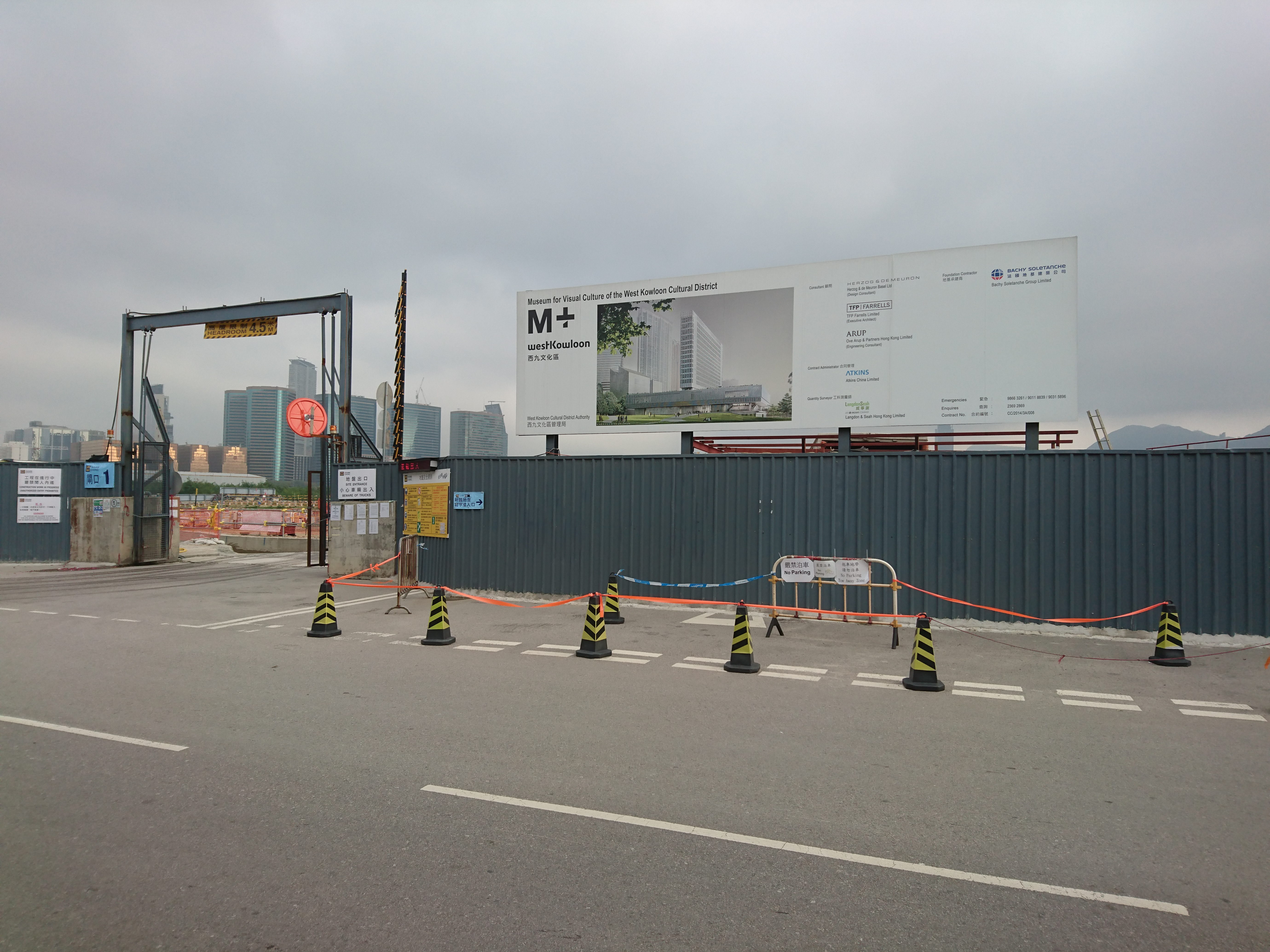
Le site de construction en décembre 2015.

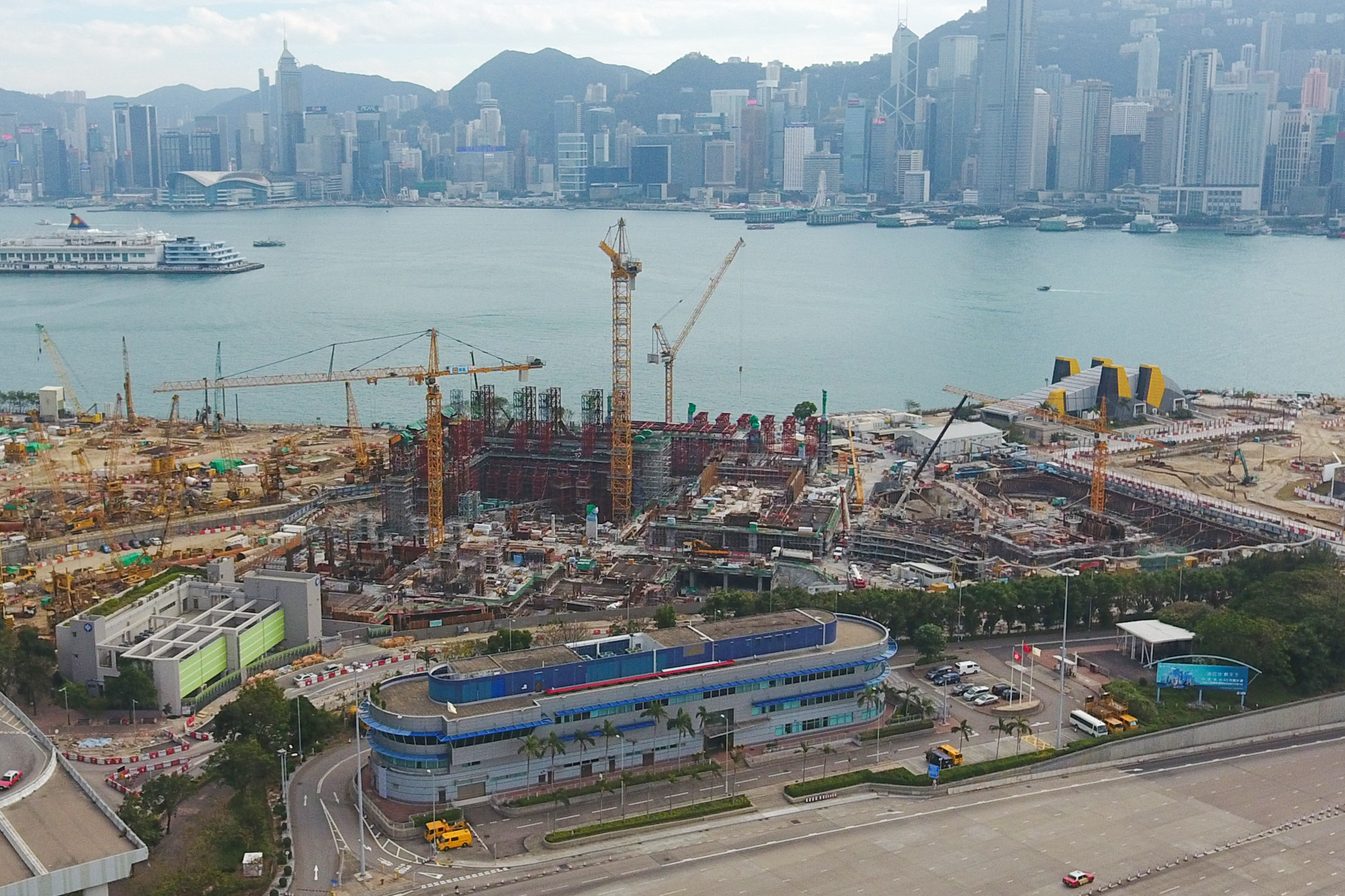
Le site de construction en février 2017.

Le M+ est un musée d'art moderne et contemporain inauguré en 2021, situé dans le district culturel de West Kowloon à Hong Kong.
Ses collections se concentrent sur la culture visuelle des XXe et XXIe siècles, englobant les domaines du design et de l'architecture, de l'image en mouvement et des arts visuels, ainsi que le domaine thématique de la culture visuelle de Hong Kong,. Il est destiné à rivaliser avec le Tate Modern de Londres, le MoMA de New York et le Centre Pompidou de Paris en termes d'étendue et d'importance de ses collections.
Le musée M+ est dirigé par la directrice exécutive Suhanya Raffel (en) et administré par l'autorité du district culturel de West Kowloon. Une filiale distincte sera créée à l'avenir dans le but d'assurer « son indépendance et son efficacité ». Le directeur inaugural, Lars Nittve, explique que le nom « M+ » est tiré du concept d'être un « musée et encore plus », et que son équipe cherche à aller au-delà du modèle typique du musée d'art, par exemple, en présentant dans une vitrine divers sujets comme l'architecture, le cinéma et toutes sortes d'images animées, y compris l'animation et les jeux vidéo.

## Le bâtiment
Après un concours d'architecture, six finalistes pour la conception du musée M+ sont annoncés en 2012, à savoir Herzog & de Meuron et Farrells (en), Kazuyo Sejima et Ryūe Nishizawa (SANAA), Renzo Piano Building Workshop, Shigeru Ban et Thomas Chow Architects, Snøhetta, Toyō Itō et Benoy (en). Chaque équipe est indemnisée à hauteur de 1 million HK$. Le design gagnant, celui de Herzog & de Meuron et Farrells, est annoncé par l'autorité du district en juin 2013. Dans le cadre du plan directeur du district culturel de West Kowloon conçu par Foster + Partners, les architectes proposent d'incorporer l'utilisation d'un « espace trouvé » souterrain, faisant référence à l'espace entourant les tunnels ferroviaires de l'aéroport passant directement sous le site, comme un espace souterrain d'exposition et de performance « radical ».
La conception du bâtiment a l'apparence de base d'un T renversé. La dalle horizontale principale abritant les espaces d'exposition est soulevée du sol, permettant la circulation des piétons en dessous. Au-dessus, une tour abrite « des restaurants publics, des salons et des jardins » ainsi que des bureaux et des installations de recherche. Sur les 65 000 m² de la structure, il est prévu d'en réserver 17 200 m² pour les expositions, soit un peu plus que le MoMA,. En plus de l'espace intérieur, un système d'affichage d'éclairage LED est intégré dans la façade, servant d'écran gigantesque pour les œuvres d'art et visible à travers Victoria Harbour.
La construction du musée commence en 2014. Une capsule temporelle contenant des œuvres d'écoliers locaux, à desceller 100 ans plus tard, est enterrée sur le site en 2015. Le bâtiment du musée est achevé en décembre 2020, et le permis d'occupation obtenu le 24 décembre 2020.

## Activités

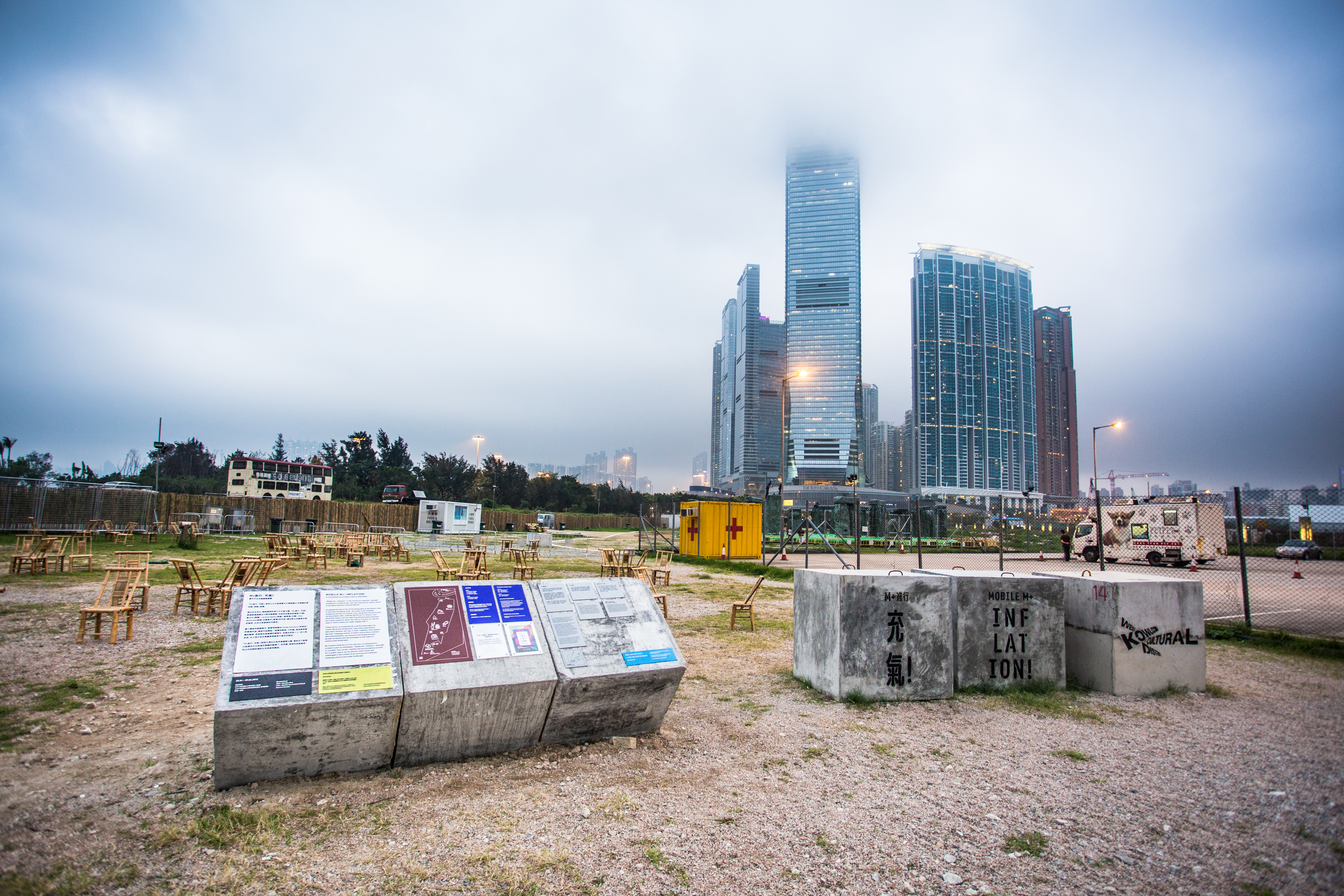
Parc de sculptures temporaires.

Lors de l'ouverture du musée le 11 novembre 2021, les vernissages d'ouverture se composent de 6 expositions  :
- Hong Kong: Here and Beyond (G/F Main Hall Gallery) – culture visuelle de Hong Kong des années 1960 à nos jours
- M+ Sigg Collection: From Revolution to Globalisation (2/F Sigg Galleries) – étude chronologique du développement de l'art contemporain chinois des années 1970 aux années 2000 tirée de la collection Sigg du musée
- Things, Spaces, Interactions (2/F East Galleries) – exploration du design et de l'architecture internationaux au cours des soixante-dix dernières années et leur pertinence dans nos vies d'aujourd'hui
- Individuals, Networks, Expressions (2/F South Galleries) – récit de l'art visuel international d'après-guerre raconté du point de vue de l'Asie
- Antony Gormley: Asian Field (2/F West Gallery) – installation de dizaines de milliers de figurines en argile créées par Antony Gormley avec plus de 300 villageois d'un village du Guangdong en cinq jours en 2003
- The Dream of the Museum (2/F Courtyard Galleries) – constellation mondiale de pratiques artistiques conceptuelles au cœur du contexte asiatique unique du M+[15]

Un programme spécial de performances en direct, de conférences, de visites, d'ateliers, de projections et d'événements en ligne se déroule pendant trois week-ends après l'ouverture.
Avant son ouverture, le M+ organise de nombreuses activités et expositions. De 2016 à 2020, des expositions ont lieu dans le pavillon, une structure située à côté du chantier et construite pour abriter temporairement des expositions.
Avant l'ouverture du pavillon, des expositions et des projets ont lieu dans différents endroits de Hong Kong. Mobile M+ : Yau Ma Tei a par exemple lieu en 2012. Le musée charge sept artistes hongkongais de créer des installations dispersées dans Yau Ma Tei, un ancien quartier de Kowloon situé près du site du futur musée. Mobile M+ : Inflation ! en 2013 est une exposition de six sculptures gonflables géantes sur les terrains vacants du futur district culturel de West Kowloon.
Mobile M+: NEONSIGNS.HK (2014) est une exposition en ligne des enseignes au néon de Hong Kong, une caractéristique emblématique de la ville, mais qui, selon le musée, « disparaît rapidement ». Le site internet affiche des soumissions écrites et visuelles organisées et commandées aux côtés de photographies sélectionnées parmi plus de 4 000 soumissions participatives. Le M+ acquiert également, pour sa collection permanente, des enseignes lumineuses menacées de destruction.
Building M+: The Museum and Architecture Collection est une vitrine de la collection croissante d'architecture du musée, qui s'est tenue du 10 janvier au 9 février 2014 à la galerie ArtisTree de Taikoo Shing (en). Au moment de l'exposition, la collection d'architecture compte environ 1 000 pièces, dont plus de 120 sont exposées. L'événement présente également la conception future du bâtiment du musée, ainsi que les cinq autres candidatures présélectionnées du concours d'architecture.
Mobile M+: Live Art, présenté fin 2015, est un programme d'art en direct et une exposition sur l'art de la performance passé. Il a lieu dans divers lieux autour de Hong Kong et présente des artistes tels que John Cage, Patty Chang et plusieurs artistes locaux.

## Collections
Conformément à sa mission, les collections du M+ comprennent un large éventail de supports d'artistes internationaux, notamment « des croquis, des supports électroniques, des installations, des objets, des peintures, des photographies, des modèles architecturaux, des imprimés, des sculptures et des biens immatériels temporels ».

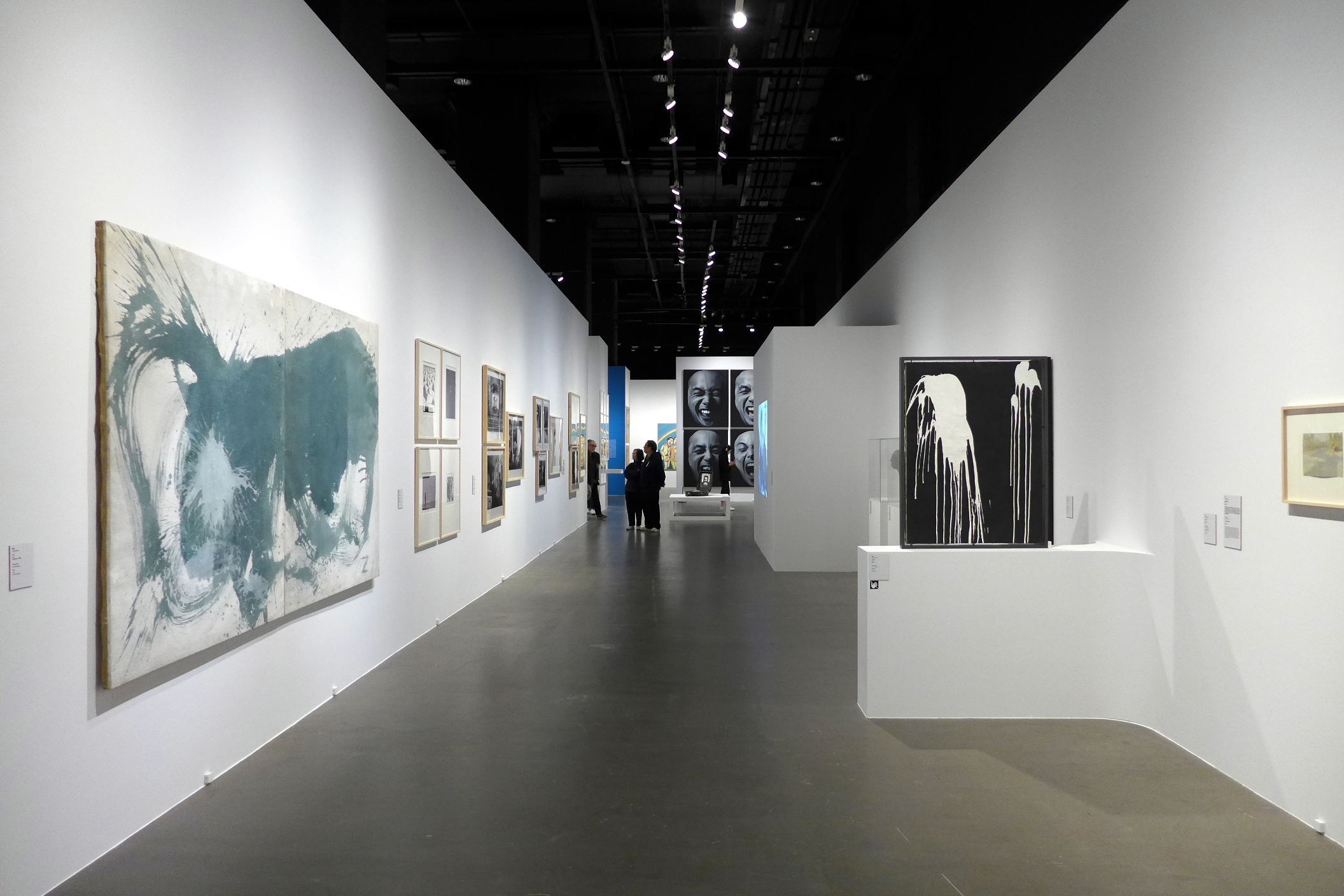
La collection Sigg.

Le 12 juin 2012, Uli Sigg (en), un collectionneur suisse propriétaire de la plus grande et la plus complète collection d'art chinois contemporain au monde, annonce qu'il fera don de la majorité de ses avoirs au M+. Cette acquisition fondatrice comprend 1 463 œuvres données par 325 artistes, « évaluées de manière prudente » à 1,3 milliard HK$, en plus d'un achat à Sigg de 47 œuvres supplémentaires pour 177 millions $,. Lors de l'ouverture, la collection Sigg du M+ sera présentée « de manière isolée » dans le bâtiment du musée, puis affichée dans le contexte de la collection globale. Sigg déclare qu'il a choisi le musée de Hong Kong plutôt qu'un en Chine continentale car la collection comprend des œuvres d'artistes réprimés par le gouvernement chinois, par exemple 26 pièces d'Ai Weiwei. Dans le même ordre d'idées, le musée acquiert près de 100 photos de la série La Chine après Mao de Liu Heung Shing (en), y compris des photos des conséquences sanglantes de la répression des manifestations de la place Tian'anmen de 1989. Le directeur fondateur Lars Nittve déclare que, malgré un avertissement du conseiller législatif pro-Pékin Chan Kam-lam (en) « de ne pas mélanger l'art et la politique », le musée « ne s'éloignerait pas » des questions politiquement sensibles.
En 2013, le musée annonce qu'il a acquis la « collection la plus complète [...] par une institution publique » de l'art de la performance de l'artiste taïwanais basé à New York Tehching Hsieh. En 2013, le musée indique qu'il a acquis 800 œuvres, dont plus de 80 % par des « artistes et designers locaux », y compris des graffitis de Tsang Tsou Choi (le soi-disant « roi de Kowloon ») , qui ont été donnés. En mars 2014, la collection aurait atteint environ 2 700 œuvres En 2021, la collection contient plus de 6 410 objets. Parmi les premiers artistes non asiatiques à figurer dans la collection figure Candice Breitz.

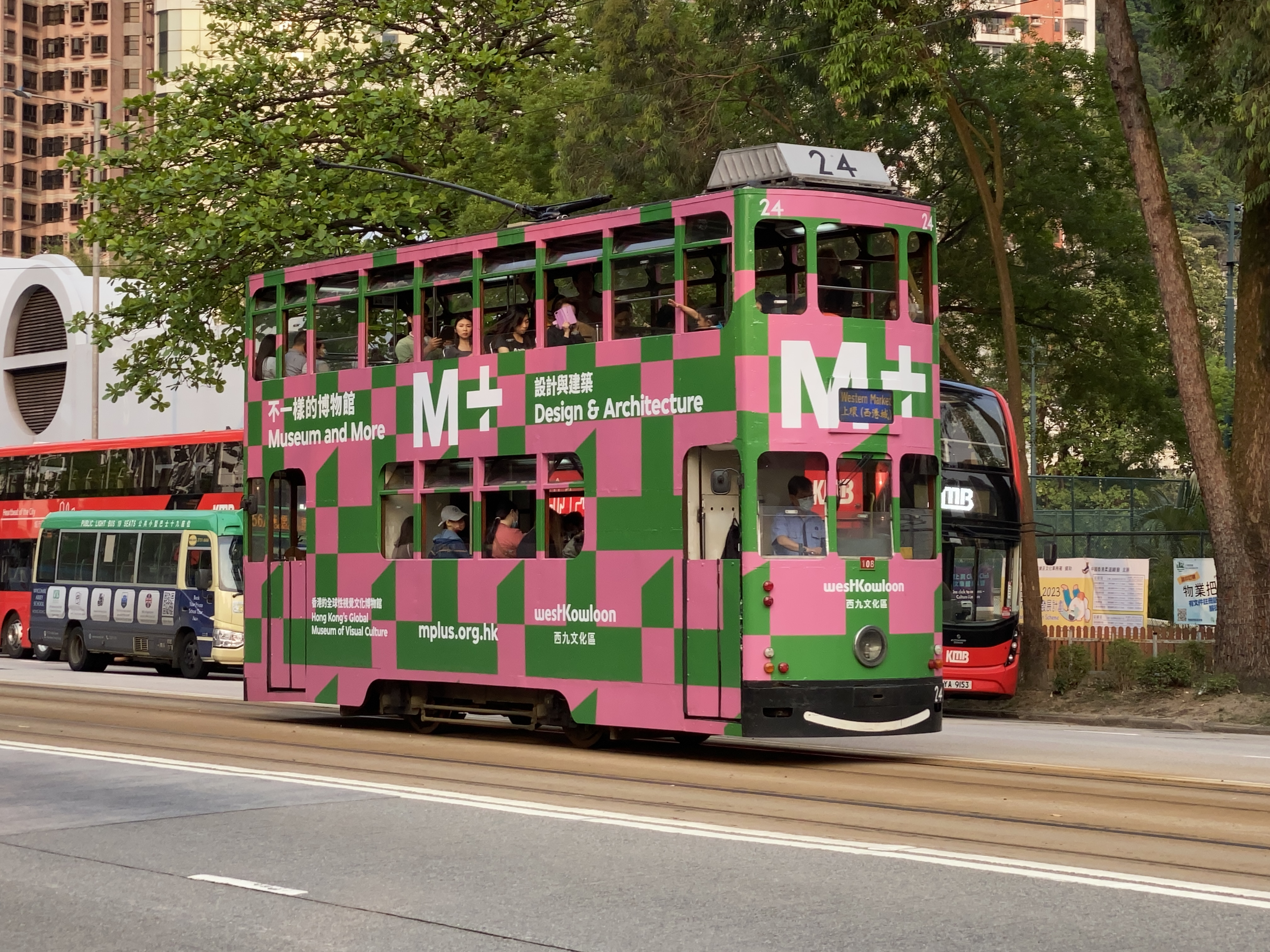
Une pub pour le M+ sur un tramway de Hong Kong.

Conformément aux aspirations du musée M+ à présenter un large éventail d'objets provenant de domaines culturels visuels en dehors des formes d'art visuel traditionnelles, sa collection comprend également un certain nombre d'œuvres architecturales, notamment des œuvres de Frank Lloyd Wright et Ludwig Mies van der Rohe, des modèles de Ma Yansong , un modèle architectural et des œuvres de visualisation de WOHA (en) et un bar à sushis entièrement conçu par Shiro Kuramata,. En 2019, le musée acquiert l'intégralité des archives du collectif d'architecture britannique influent Archigram, malgré de prétendues tentatives de bloquer la vente à un acheteur étranger. En 2022, le musée acquiert l'œuvre d'art d'installation Sonic Rescue Ropes de Haegue Yang.

## Impact de la loi sur la sécurité nationale
Le musée est critiqué par certains politiciens et journaux pro-Pékin, qui affirment que certaines œuvres de la collection du musée violent la loi sur la sécurité nationale imposée à Hong Kong par le gouvernement chinois en 2020,. Ces accusations sont portées dans le contexte d'une répression plus large du secteur artistique de Hong Kong par des entités pro-gouvernementales. Après que des politiciens pro-Pékin aient accusé une pièce d'Ai Weiwei de « répandre la haine contre la Chine », le musée censure la dite-pièce, la retirant du site internet du musée. Ai critique cette décision, déclarant que le M+ ne peut pas réaliser son ambition de devenir un centre culturel de classe mondiale s'il est soumis à une telle censure.
En réponse à ces préoccupations, le chef du district culturel de West Kowloon, Henry Tang, déclare que le musée doit se conformer à la loi.